# 鶴田ダム
鶴田ダム（つるだダム）は、鹿児島県薩摩郡さつま町、一級河川・川内川本流中流部に建設されたダムである。
国土交通省九州地方整備局が管理する国土交通省直轄ダムで、高さ117.5メートルの重力式コンクリートダム。完成している国土交通省直轄ダムとして、また重力式コンクリートダムとして九州最大の規模を誇る。川内川の治水と水力発電を目的とした特定多目的ダムであるが、2006年（平成18年）7月に発生した平成18年7月豪雨（鹿児島県北部豪雨）による川内川の水害を機に、洪水調節容量を現在の1.3倍に拡張するダム再開発事業が行われた。ダムによって形成された人造湖は大鶴湖（おおつるこ）と命名されているが、総貯水容量としては宮崎県の一ツ瀬ダム（一ツ瀬川）に次ぐ大規模な人造湖であり、2005年（平成17年）には財団法人ダム水源地環境整備センターが選定するダム湖百選に選ばれている。

## 沿革
川内川は南九州における河川としては大淀川に次ぐ大河であり、九州山地の白髪岳（標高1417m）南麓に発し、大口盆地の水を集めて概ね西に流れ、薩摩川内市において東シナ海に注ぐ流路延長138.0キロメートル、流域面積1,617平方キロメートルの河川である。流域は九州でも屈指の多雨地帯で、かつ台風の常襲地帯であることもあり、大雨による被害が古くから流域住民を悩ませていた。
1906年（明治39年）6月21日に川内川は下流部で甚大な水害が発生した。当時河川行政を管轄していた内務省と川内川を管理していた鹿児島県は、この洪水を基準とした河川改修を1931年（昭和6年）より開始。主に堤防の建設と川幅の拡張による治水対策を行っていた。この時の基本高水流量は下流の川内において毎秒3,500トンであった。戦後も枕崎台風（1945年）を始めルース台風（1950年）など川内川流域は水害の被害を受けたが、この時点で下流部の河川改修はほぼ完成に近づいており、これ以上治水を万全な態勢にするにはダムによる洪水調節が必要となった。すでに九州各地では筑後川水系や球磨川水系、大野川水系、大淀川水系で多目的ダムを基軸とした河川総合開発事業が建設省（現・国土交通省）や各地方自治体で計画されていたこともあり、川内川においてもその機運が高まった。1950年（昭和25年）に鹿児島県は川内川の治水ダム建設構想を立て、ダム建設に適した候補地を検討するための予備調査を開始し、航空測量を開始した。この調査は翌年には建設省九州地方建設局が引き継ぎ、以降川内川のダム計画は建設省の直轄事業として進められることになった。
調査を開始した三年後の1954年（昭和29年）8月、鹿児島県北部を豪雨が襲い川内川流域はまたも被害を受けた。この水害では今まで基準となっていた明治39年6月の水害を上回る洪水となり、中流部の薩摩郡鶴田村で毎秒3,100立方メートル、川内では毎秒4,100立方メートルとなり、流域の被害が拡大した。これを受けて建設省は昭和29年8月水害を基準とした治水計画に改め、この計画を達成させるには中流部の鶴田村にダムを建設するのが必要との結論に達した。またこの時期は全国的に電力不足が深刻になっており、1952年（昭和27年）には電源開発促進法が施行されて電源開発株式会社が発足。全国各地で水力発電に適した河川の開発に乗り出していた。電源開発は九州において急流かつ水量の豊富な河川を検討し、球磨川とこの川内川を水力発電の新規開発地点に選定。ダム式発電所の計画を立てた。この中で建設省が進めていた治水ダム計画に電気事業者として参入する方針を固め、1959年（昭和34年）に多目的ダム事業として計画が変更となった。この川内川総合開発事業の基幹事業となったのが、鶴田ダムである。

## 目的
ダムは川内川の中流部、大口盆地と川内川下流をつなぐ峡谷部に計画された。ダムサイト（建設地点）は狭い谷であり、その上流部は比較的広い谷となっており十分な貯水容量が確保できるのでダムを建設するには理想的な地点であった。当初の計画では高さ83.0メートル、総貯水容量が6,200万トンの計画であったが、その後の治水計画の改訂や水力発電事業の目的追加によって高さ117.5メートル、総貯水容量が1億2,300万トンの巨大ダム計画に変貌した。当時、日本で計画されていた多目的ダムとしては屈指の規模で、西日本においては最大の多目的ダム建設事業であった。だが、これに伴って鶴田村をはじめ薩摩町、大口市の1市2町村で90戸の民家と公共施設30棟、あわせて120世帯が水没の対象となり、強い反対運動が起こった。補償交渉には約二年を費やし、1961年（昭和36年）までには漁業協同組合の漁業権補償などとともに妥結した。その後本体工事が行われ1964年（昭和39年）11月10日には本体が完成、ダム湖に貯水が開始され1965年（昭和40年）に完成した。計画発表から15年を費やしている。
ダムの目的は洪水調節と水力発電である。洪水調節については昭和29年8月水害を基準とし、ダム地点で毎秒3,100トンの洪水を毎秒700トン分カットして下流には毎秒2,300トンを放流する。さらに堤防整備や河道改修などとあわせることで薩摩川内市において毎秒4,100トンの洪水を毎秒3,500トンに低減させる。水力発電については電源開発によってダム直下に川内川第一発電所が建設された。この川内川第一発電所は認可出力（最大出力）が12万キロワットであり、揚水発電を除く九州の水力発電所の中では九州電力が所有する一ツ瀬発電所（一ツ瀬川。宮崎県西都市）の18万キロワットに次ぐ大規模な水力発電所である。また、川内川第一発電所が放流した水が下流に影響を及ぼさないよう、水量を調整する逆調整池が鶴田ダムの下流に建設された。これが川内川第二ダム（せんだいがわだいにダム）であり、第一発電所から放流された水を調節して下流に一定量を流すことで、さつま町や薩摩川内市の沿岸流域に放流水量の急増に伴う影響を及ぼさないようにしている。また放流された水量を利用して、最大で1万5,000キロワットの電力を発生させる川内川第二発電所が建設されている。

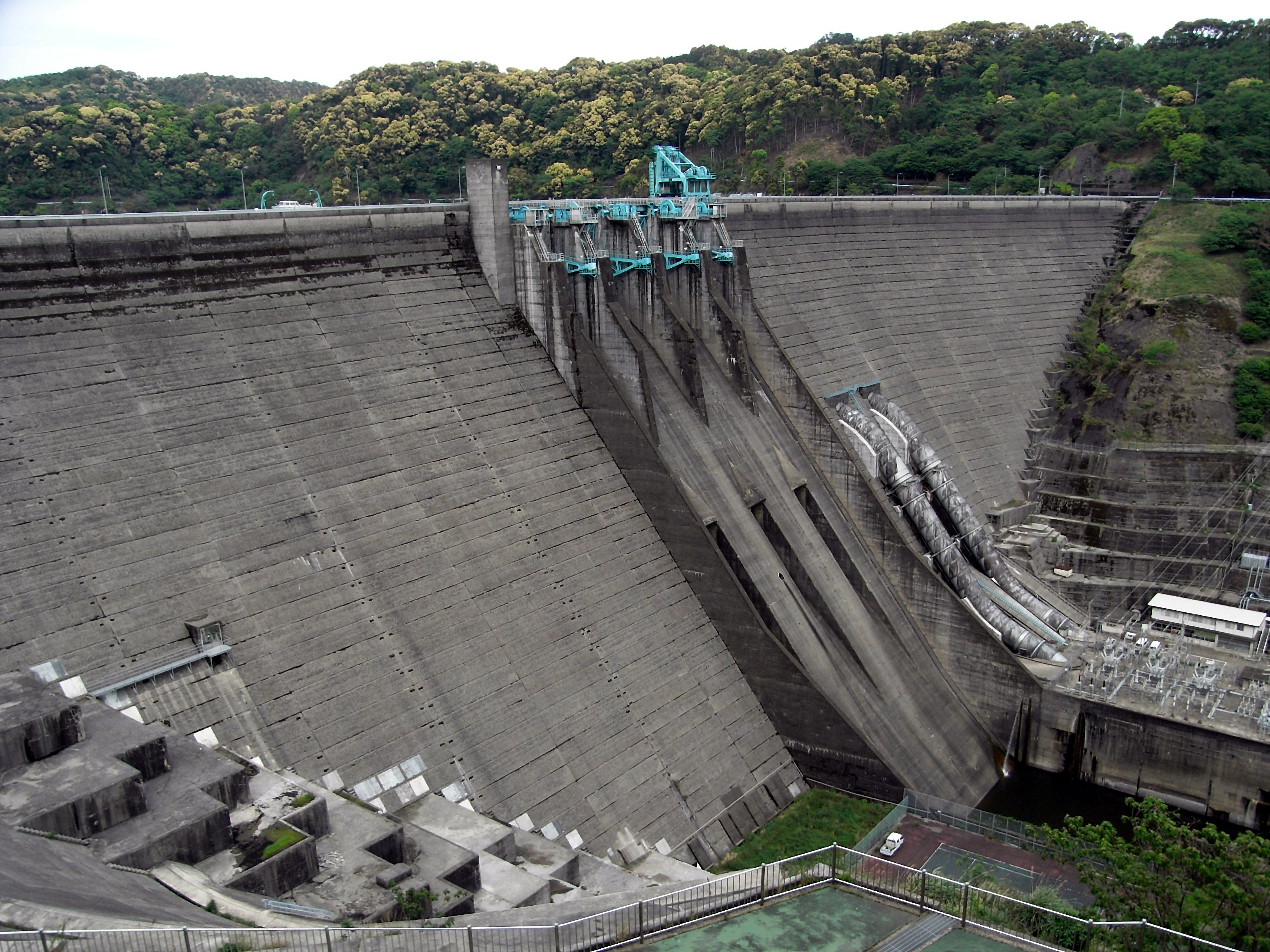
鶴田ダム（再開発前、2008年撮影）
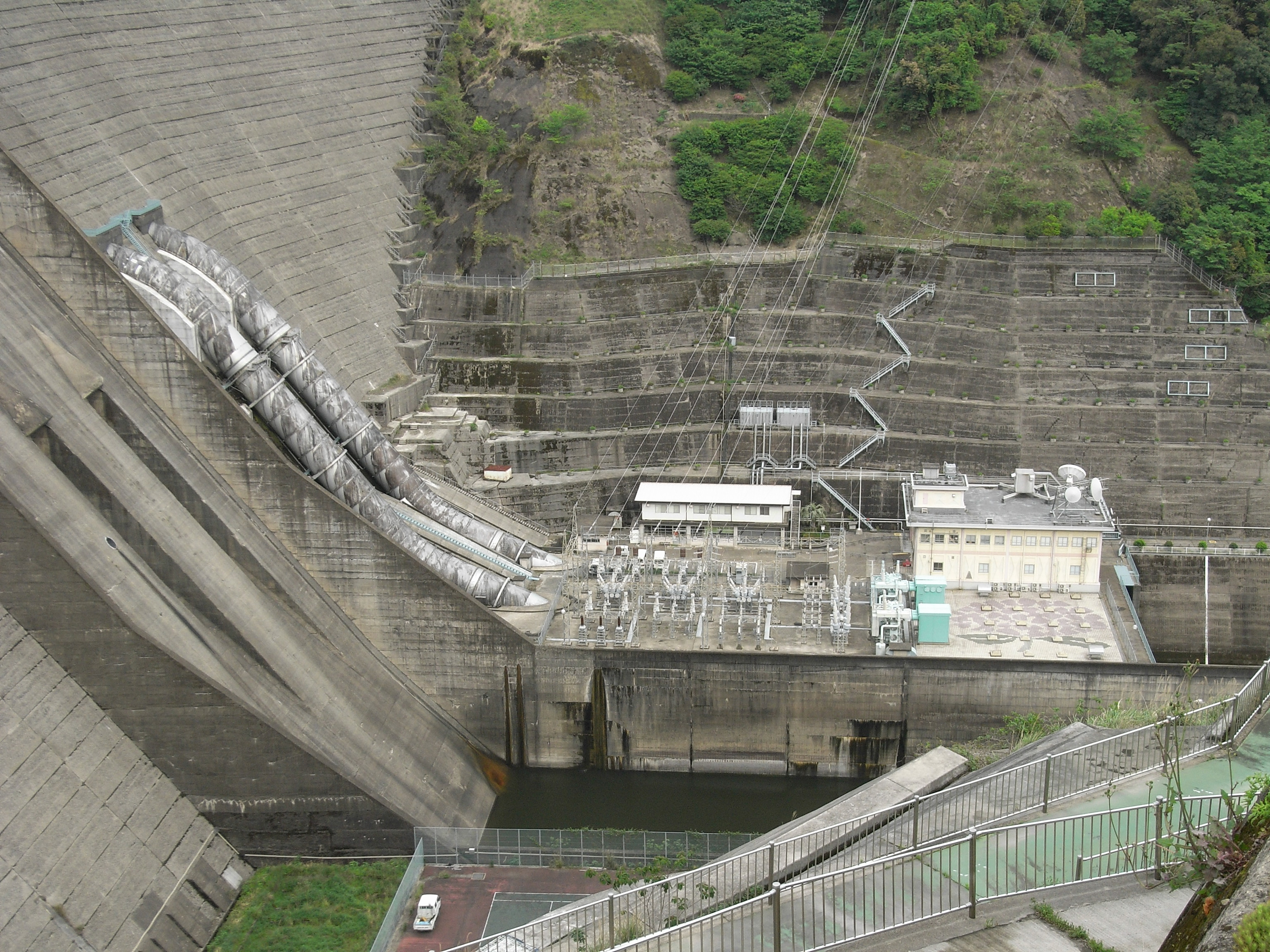
川内川第一発電所（同）

## 再開発

再開発工事（2014年撮影）

川内川の治水の要として建設された鶴田ダムであるが、先述の通り川内川流域は屈指の多雨地帯でありかつ台風の常襲地帯である。このことからダム完成後も当初の計画を上回る洪水が記録され、その度に洪水調節能力を発揮したが自然の猛威はダムの能力を凌駕する大雨をもたらすこともあった。1969年（昭和44年）、1971年（昭和46年）、1972年（昭和47年）と川内川流域は相次いで洪水の被害に見舞われ、従来の治水計画では限界に近づいていた。このため1973年（昭和48年）に建設省九州地方建設局は川内川の治水基本計画である「川内川水系工事実施基本計画」を改訂。鶴田ダムの治水容量を増量する対策を講じ、当初は約4,700万トンの容量であったものを一挙に約7,500万トンに拡張して洪水調節能力を高め、従来毎秒700トンをカットしていたのを約2,200トンカットする方針に変更した。これに伴い基本高水流量もダム地点で毎秒4,600トン、川内市で毎秒9,000トンに変更して不測の事態に備える態勢を採った。この計画では鶴田ダムのほかに多目的ダムを建設し、これと併せることで治水計画を達成させようとしたが結局ダムは建設されず、鶴田ダムにそれら全ての役割がのしかかった。
こうした状況の中で発生したのが2006年（平成18年）7月の平成18年7月豪雨、通称鹿児島県北部豪雨である。地球温暖化の影響でここ数年の日本は記録的な大雨による被害が毎年各地で発生していたが、この豪雨では過去に例を見ない激しい豪雨となった。すなわち7月20日から降り始めた豪雨は川内川の源流部で史上最悪となる大雨を降らせ、降り始めからの降水量は宮崎県えびの高原で1,264ミリ、加久藤で1,023ミリ、鹿児島県大口市で1,087ミリ、紫尾山で1,237ミリとなり年間総降水量の約半分がわずか一週間程度で降り注いだ。このため川内川は計画高水流量を大幅に上回る洪水となり、上流部の吉松観測所では警戒水位を3.72メートル、下流部の宮之城観測所では実に警戒水位を7.0メートルも上回る大洪水となった。このため上流・下流でおよそ2,160戸が床上・床下浸水の被害を受ける未曽有の災害となった。
鶴田ダムについては7月20日の時点で洪水調節を開始。1973年に改定された治水計画に沿って毎秒2,000トンの洪水をカットし続け、二日間で洪水調節容量ほぼ一杯の約7,000万トンをダム湖に貯水した。しかし上流部の降水量はダムが調節可能な量をはるかに超えており、遂に7月22日の午後ダムは洪水調節機能を喪失しただし書き操作による放流へと切り替えた。結果的には宮之城においてダムがない場合と比べて約1.2メートルの水位抑制、ピーク流量到達時間を約4時間遅らせることができたものの完全に水害を抑制することはできなかった。このため特に被害の大きかったさつま町宮之城地区の住民を中心に、ダムの治水能力に対する不安や不満が持ち上がった。

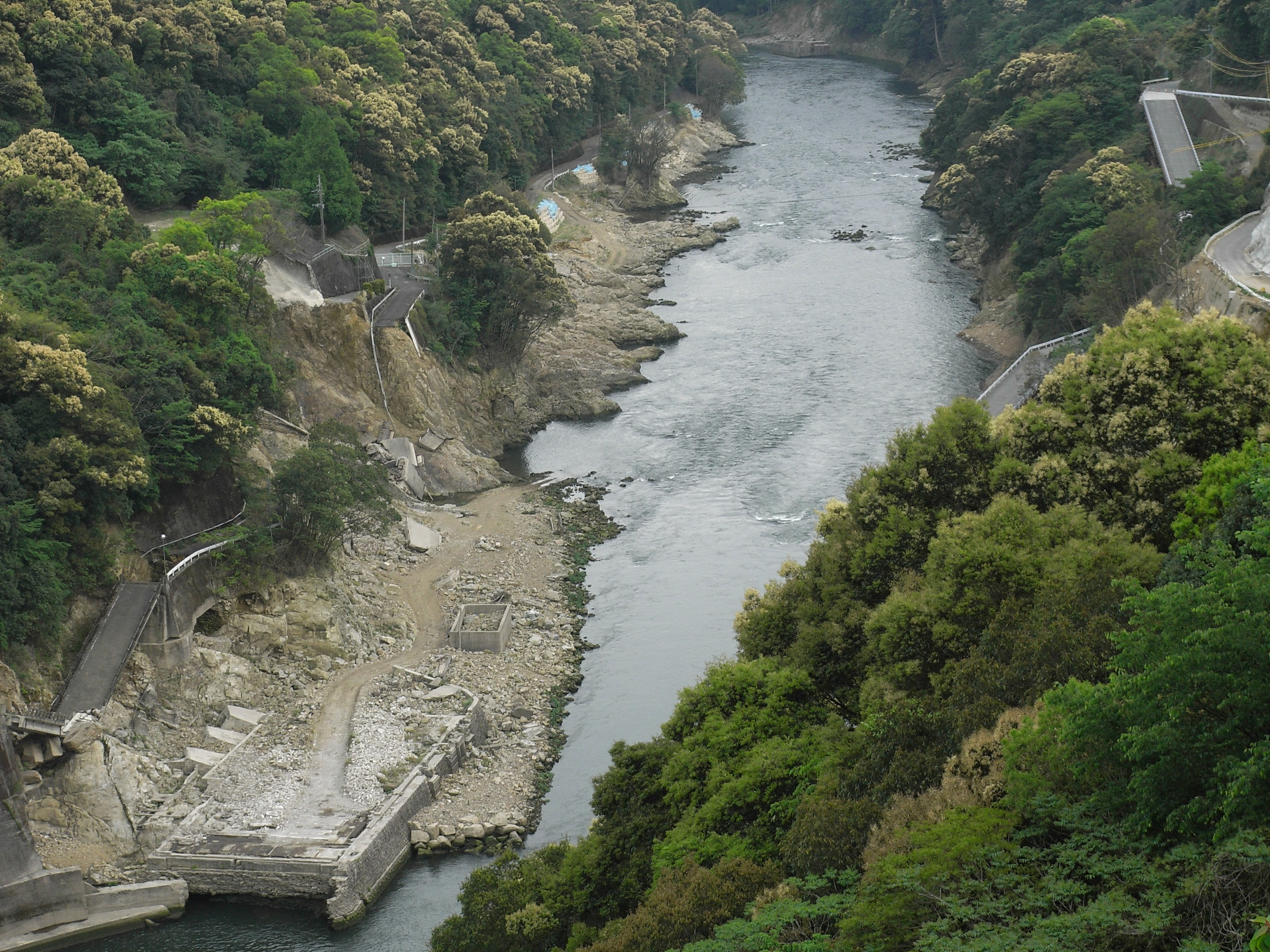
平成18年7月豪雨で流失したダム下流の道路。手前にあるのはチッソ川内川発電所跡。

事態を重く見た国土交通省九州地方整備局は被災した住民や流域の自治体から意見を聞くための聴聞会を開くことを決め、翌2007年（平成19年）2月に「鶴田ダムの洪水調節に関する検討会」を、3月には「流域住民との意見交換会」を開催、以後数回実施して住民からの要望や意見を聞いた。この中で被災住民からは『夏季に限定して鶴田ダムを治水専用ダムにしてほしい』、あるいは『ダム放流の際の防災体制の強化・拡充を図ってほしい』などの要望が多く出された。国土交通省は防災体制の強化について、放流を知らせる情報表示板の増設や、放流量・流入量を防災行政無線で放送するといった対策を行うことにした。そして住民から最も多く要望された「治水ダム化」については夏季に洪水の危険が迫っている場合に予め発電用の容量を放流し、空いた分を洪水調節容量にスライドする対策を行い、同年7月15日の台風4号において早速操作を開始している。さらにダム本体の治水容量を増加させることも検討され、2008年（平成20年）よりダムの治水容量を1.3倍増量させる鶴田ダム再開発事業が着手された。事業の内容は、従来の放流施設より低い位置に放流施設を増設し、従来の取水容量20,500,000m3を洪水調整容量として活用するものである。放流施設の増設に合わせて、取水容量を発電容量に活用するための発電管の付け替えも行われる。2019年（平成31年）1月27日、300人を集めての完成式典が開催された。
近年の異常気象の前ではダムといえど完全な治水が達成できないことを図らずも証明した豪雨災害であるが、行政と住民が対策を検討してダム事業を改良しようとした一例である。こうした例は徳島県の長安口ダム（那賀川）などでも見られる。

## 大鶴湖

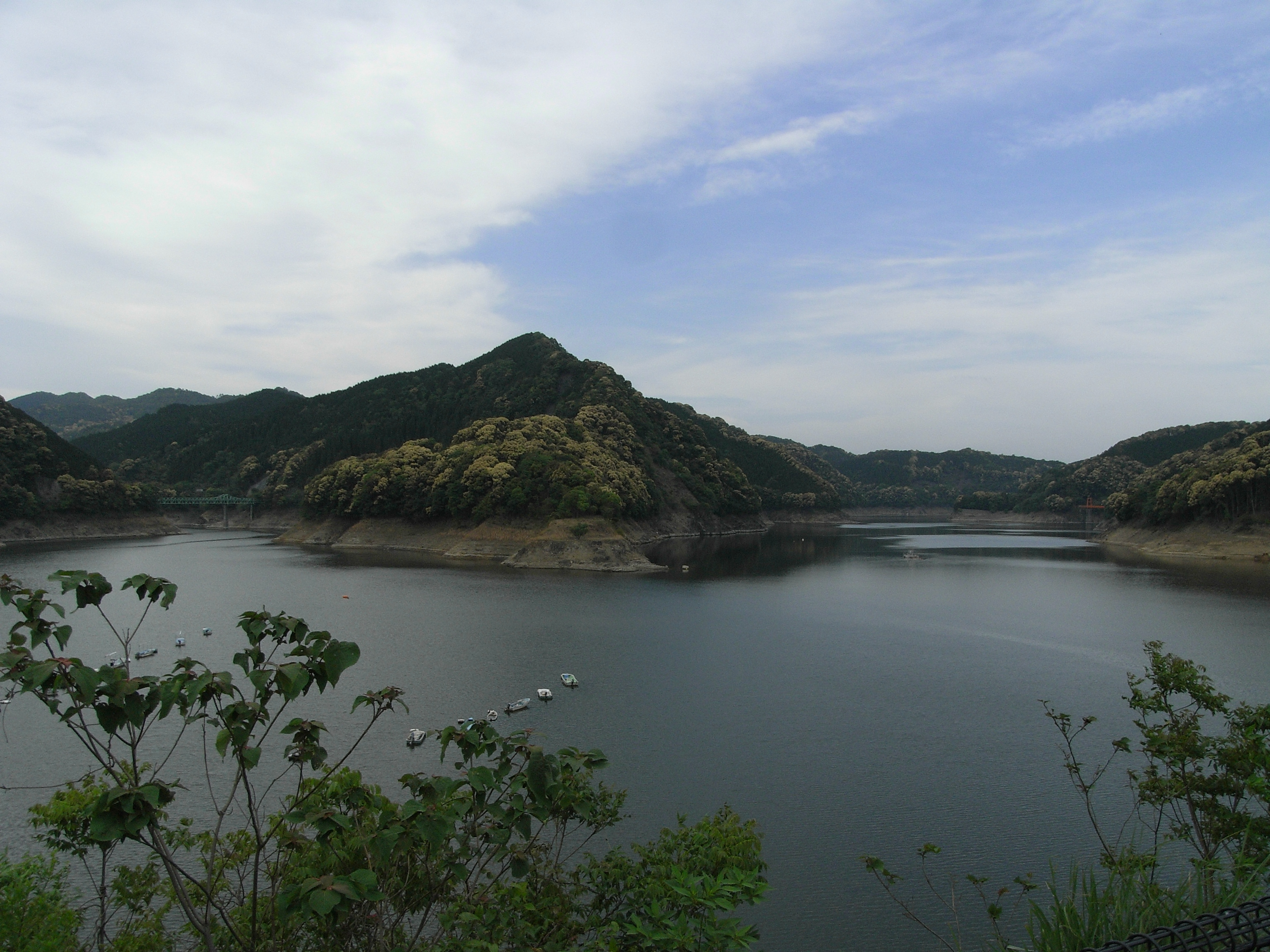
大鶴湖。九州屈指の規模の人造湖。

鶴田ダムによって誕生した人造湖は旧鶴田町(現さつま町鶴田地区)と旧大口市(現伊佐市大口)にまたがる巨大な人造湖である。こうしたことから1987年（昭和62年）に大口市の「大」と鶴田町の「鶴」を採って「大鶴湖」と命名された。湖は周辺整備が行われ、春にはソメイヨシノが湖畔を彩る。このほかジョギング大会も開かれ、例年500人以上が参加して健脚を競う。ダム下流にはダムふれあいパークも建設され、休日には親子連れで賑わう。また、湖の上流端には曽木の滝がある。この曽木の滝は「東洋のナイアガラ」とも呼ばれ、増水時には川幅一杯に河水が豪快に流れ落ちる。展望台や売店などもあり、戦国期に活躍した島津氏の重臣・新納忠元（にいろ・ただもと）を祀る忠元公園とともに多くの観光客が訪れる伊佐市の観光スポットである。また大鶴湖は九州におけるヘラブナ釣りのメッカとも言われ、毎年二月頃から巨大なヘラブナを釣ることが可能であり、多くの釣り客が糸を垂らす。しかし近年ではブラックバスの増加が懸念されており、毎年春には駆除を目的としたバス釣り大会も催されている。1991年（平成3年）6月15日、体長30センチメートルで全身が金色のナマズが釣り上げられ話題となった。翌1992年6月26日にも体長40センチメートルで尾に黒色が残るもののほぼ全身が金色のナマズが捕獲された。大鶴湖は2005年（平成17年）に大口市と鶴田町の推薦を受け、財団法人ダム水源地環境整備センターが選定する「ダム湖百選」の一つにも選ばれた。
また、下流の川内川第二ダム直下には「堕涙石」（だるいせき）と呼ばれる石碑がある。これは1869年（明治2年）、増水した川内川に投げ出された父を助けようとして絶命した植村津與子（うえむら・つよこ）を顕彰する石碑であり、この話が明治政府に伝わって翌1870年（明治3年）に鶴田郷の地頭などが建立したと伝えられている。本来は遭難した上流部に碑文とともに存在していたが、平成18年7月豪雨の際に増水した川内川によって碑文は流失。辛うじて石碑は残ったので下流に再建されている。洪水による悲劇を今に伝える石碑である。

## 川内川第一発電所・川内川第二発電所
川内川第一発電所（せんだいがわだいいちはつでんしょ）および川内川第二発電所（せんだいがわだいにはつでんしょ）は、鹿児島県薩摩郡さつま町に所在するダム式の水力発電所。

### 川内川第一発電所
1962年4月に着工し、1965年2月に運転を開始。2台の立軸三相交流同期発電機（出力67,000kVA×2台）には東芝社製の立軸フランシス水車（出力68,000kW×2台）がつながれている。認可最大出力は120,000 kWであり、有効落差89.34 m、最大使用水量は150.0 m3/sである。

### 川内川第二発電所
1963年2月に着工し、1964年10月に運転を開始。2台の立軸三相交流同期発電機（出力8,500kVA×2台）には富士電機社製の立軸カプラン水車（出力8,800kW×2台）がつながれている。認可最大出力は15,000 kWであり、有効落差18.4 m、最大使用水量は100.0 m3/sである

## 旧曾木発電所遺構
曽木の滝より下流1.5キロメートルの所には「旧曽木発電所遺構」がある。これは1909年（明治42年）、日窒コンツェルンの創始者である野口遵（のぐち・したがう）が水俣市の化学工場に電力を送電するために建設した水力発電所の遺構で、鹿児島県唯一の明治期建造煉瓦建築物と言われている。戦後はチッソ水俣工場へ送電を行っていたが1965年の鶴田ダム完成により水没した。この遺構は国の登録有形文化財に登録、また近代化産業遺産に認定されており2004年（平成16年）には補修工事も行われている。毎年4月頃より姿を見せ始め、ダムが洪水調節のために水位を下げている9月まではその姿を見せるが冬季には完全に水没する。最も完全な姿を見せるのは6月である。この遺構は曽木の滝からダム方面へ進むと展望台があるため、そこから全容を見渡すことができる。この展望台もダムの周辺整備事業の一環として建設されている。

## ギャラリー

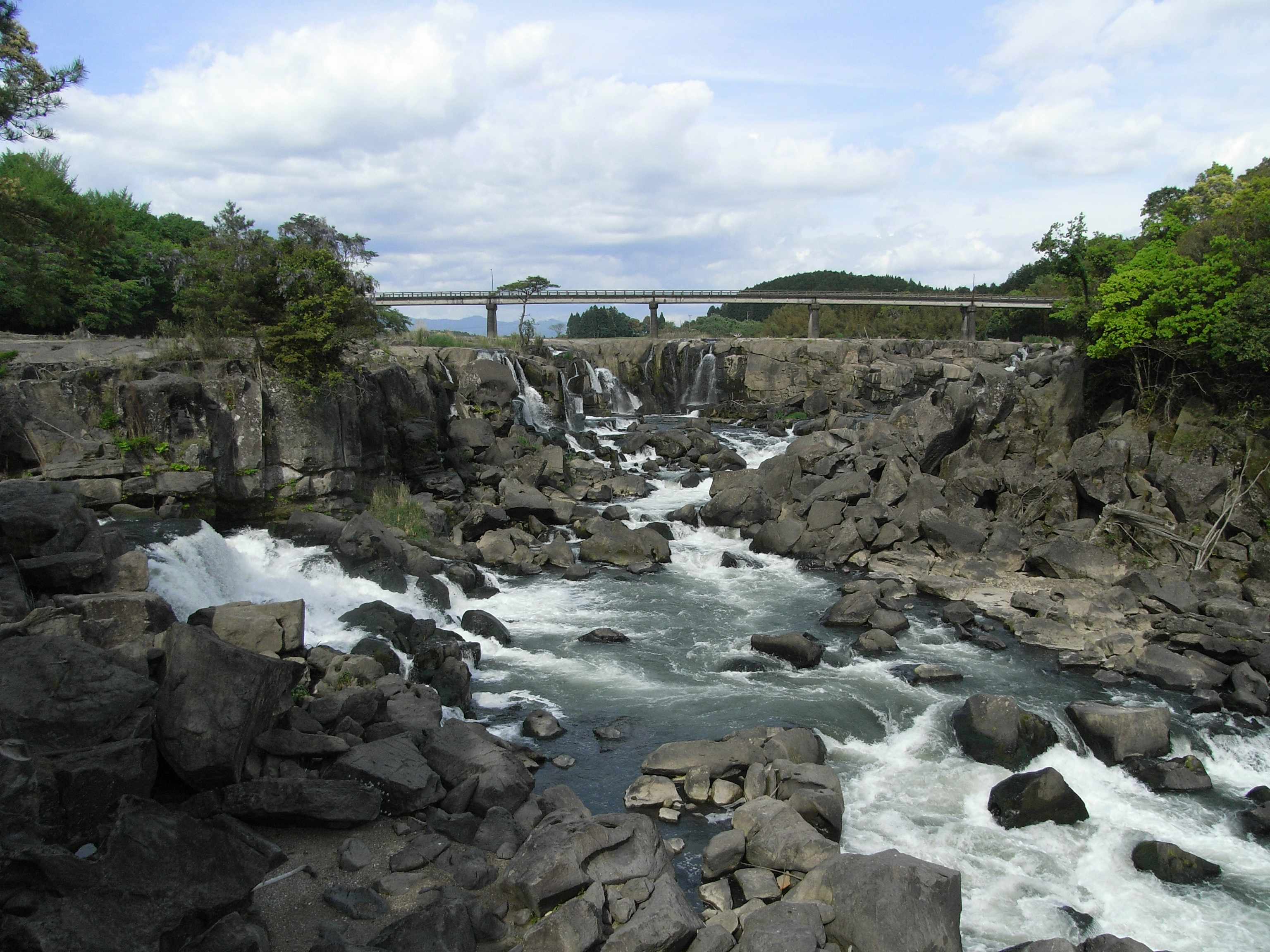
曽木の滝
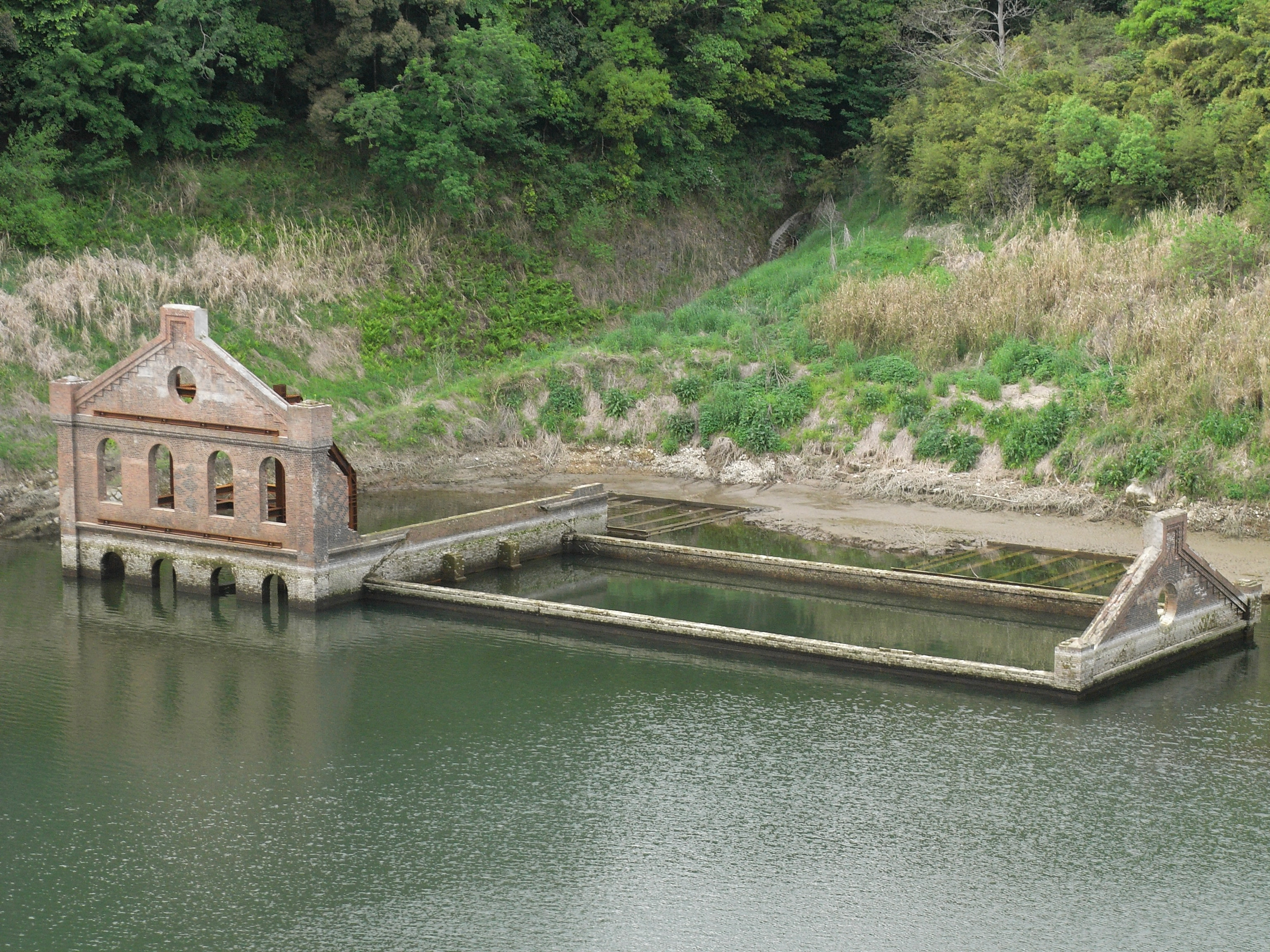
旧曽木発電所遺構。2008年5月初旬撮影。
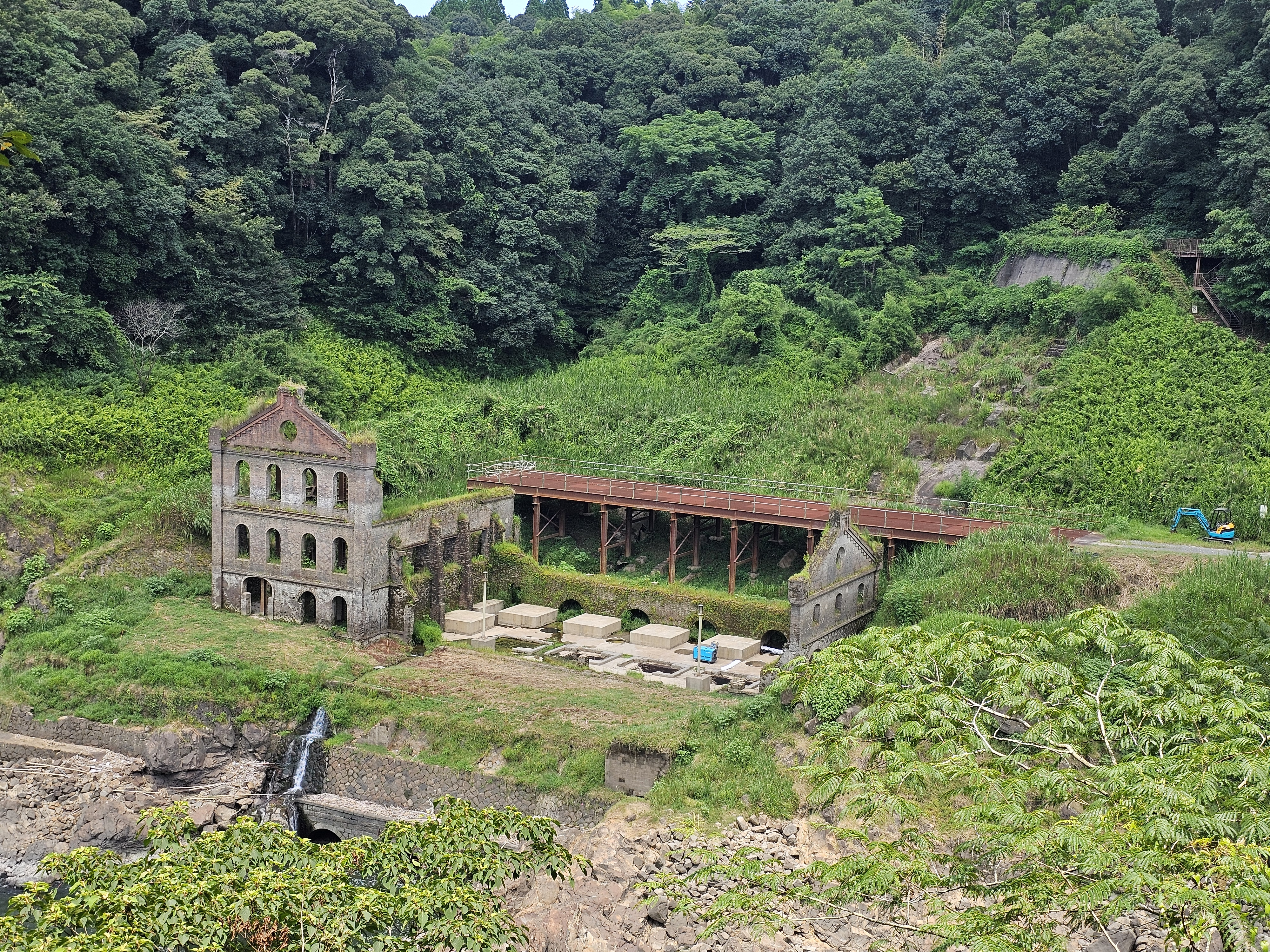
旧曽木発電所遺構。2024年8月撮影。
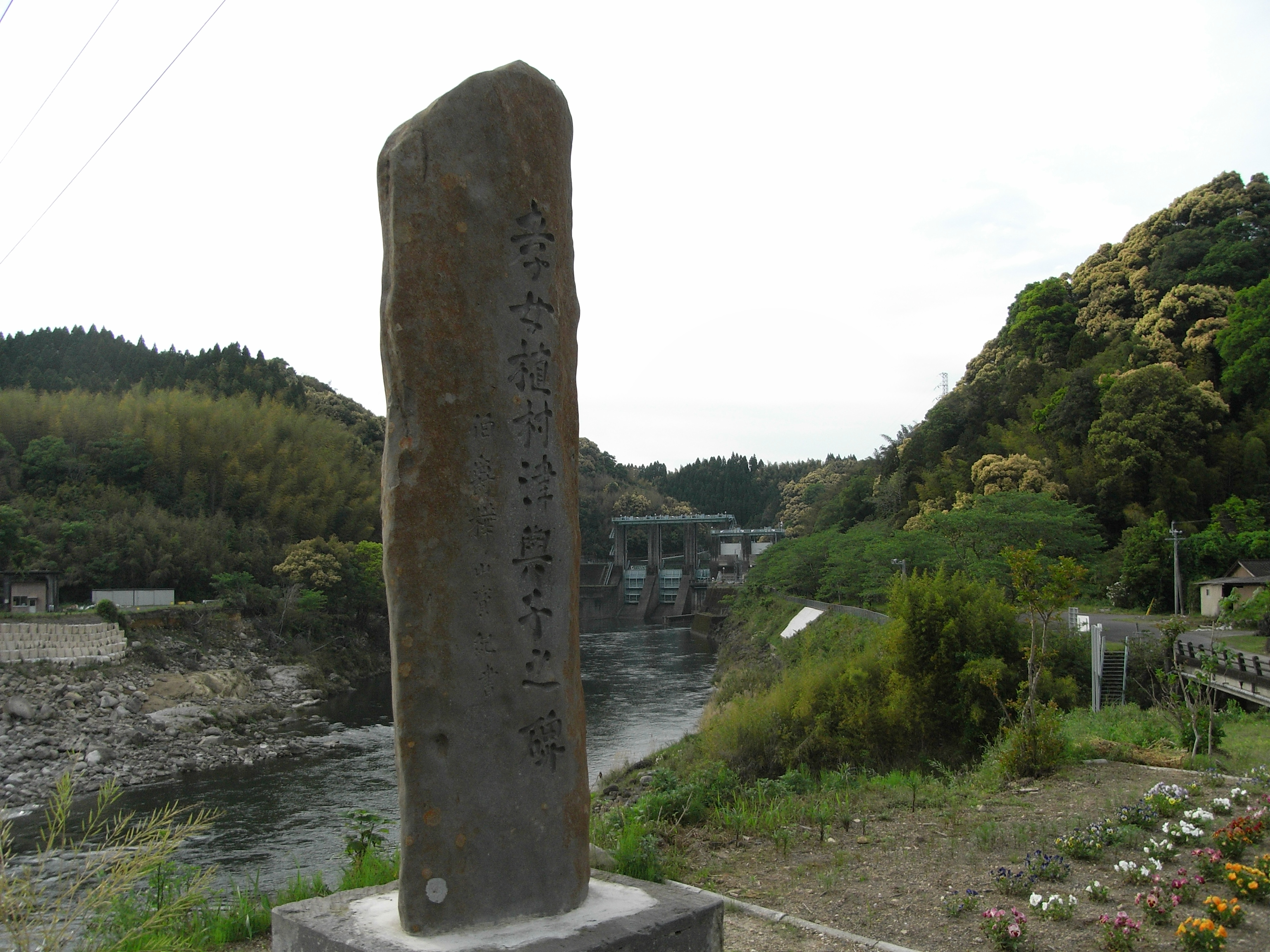
堕涙石。「孝女植村津與子之碑」とある。背景は川内川第二ダム。